# La loca de Chaillot

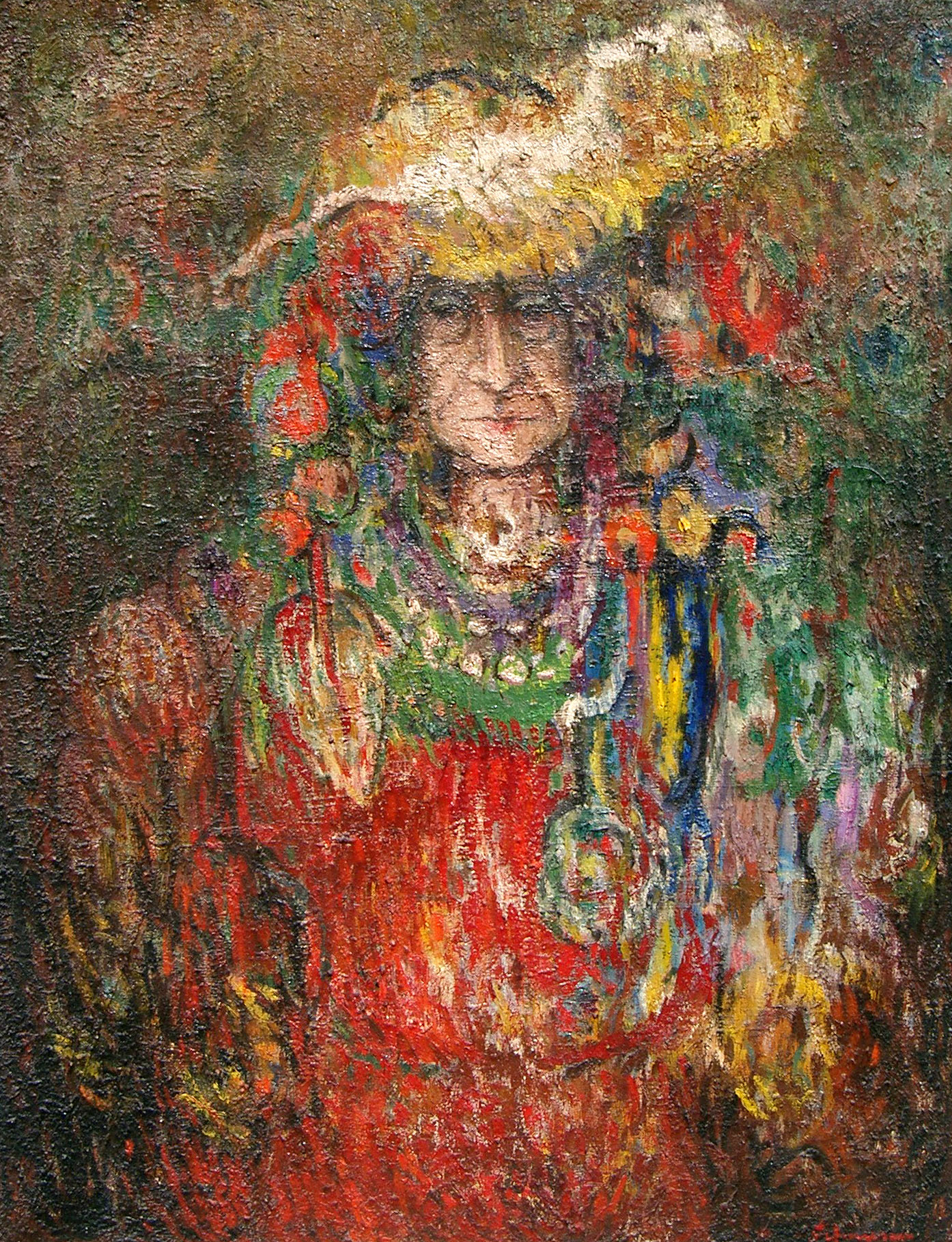
Lucia Sturdza Bulandra, actriz rumana, como Aurelie (pintura de George Ştefănescu, 1967)

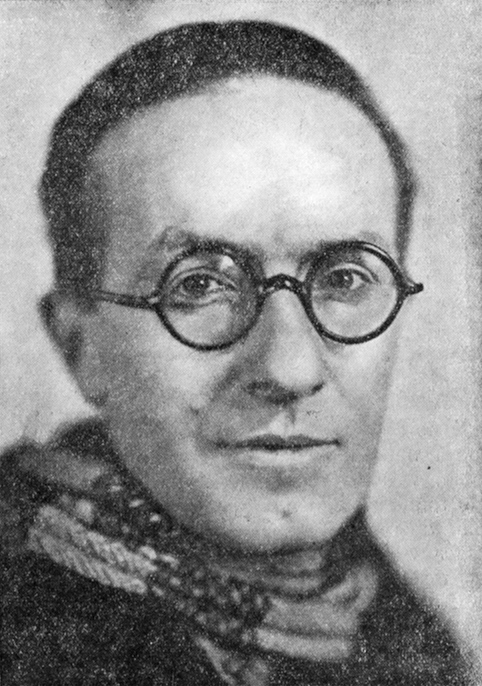
Jean Giraudoux

La loca de Chaillot (La Folle de Chaillot) es una comedia, una sátira poética con tintes políticos del autor francés Jean Giraudoux (1882-1944), escrita en 1943 durante la ocupación alemana.

## Sinopsis
Aurelia, una condesa del París de los años 40, que es conocida como La Loca de Chaillot, el barrio donde vive, descubre una conspiración para realizar unas prospecciones en el subsuelo de París y apropiarse del petróleo de la ciudad. Aurelia, alarmada y harta de la creciente deshumanización de los hombres parisinos confecciona un plan, apoyada por sus amigas incondicionales Constanza, Gabriela y Josefina, para deshacerse de los conspiradores y el resto de los malvados de París: celebrarán un juicio secreto y condenarán a muerte a todos ellos, encerrándolos en el sótano de la casa.
La pieza gira en torno a la dama excéntrica y loca que refugiada en una elegante decadencia está más cuerda que todos. Representa el triunfo de la bondad por sobre la codicia encarnada en una conspiración y enredos que se suceden a través de la obra. En uno de sus parlamentos dice Voy a vigilar a las malas gentes de Chaillot: los que fruncen los labios, los que golpean a hurtadillas las paredes de las casas, los enemigos de los árboles, de los animales. Dudan si matar al plátano del museo Gallera o dar comida envenenada al perro del carnicero de la calle Bizet. Cito a estos dos protegidos porque los conozco desde pequeñitos. Para que estos bandidos pierdan todo su poder, es necesario que yo pase a su altura. Usted vive en un sueño. Cuando decide a la mañana que los hombres sean hermosos, las dos arrugas que el portero de su casa lleva en la cara se tornan tiernas mejillas para besar. A nosotros, ese poder nos falta. Desde hace diez años, los vemos salir de sus cuevas, deambular cada vez más feos, más malos…Somos los últimos hombres libres, la época de la esclavitud llega y no tardará mucho. "

## Personajes
- El prospector
- Marcial, el camarero
- La florista
- El presidente
- El barón
- El cantor
- El gendarme
- El botones
- El trapero
- El sordomudo
- Irma, la fregona
- El vendedor de cordones
- El malabarista
- El corredor
- Un buhonero
- Las mujeres
- Aurelia, La loca de Chaillot
- El oOficial sanitario Jadín
- El salvavidas del puente del Alma
- Pedro
- El pocero
- Constanza, La loca de Passy
- Gabriela, La loca de San Sulpicio
- Josefina, La loca de Concordia
- Un presidente de consejo de administración
- Los señores prospectores de los sindicatos de explotación
- Los señores representantes del pueblo en los intereses petrolíferos de la nación
- Los señores síndicos de la prensa publicitaria:
  - Primer síndico
  - El director
  - El secretario General
  - Primera dama
  - Segunda dama
  - Tercera dama
- El jefe del primer grupo de hombres 'Los Amigos de los Animales'
- Segundo grupo de hombres 'Los Amigos de los Vegetales'
- El jfe del tercer grupo de hombres
- Tercer grupo de hombres 'Los Adolfo Bertaut'

## Producciones
Estrenada póstumamente el 19 de diciembre de 1945 en el Théâtre de l'Athénée de París dirigida por Louis Jouvet y protagonizada por Marguerite Moreno, con música de Henri Sauguet y decorados de Christian Berard.
Posteriores representaciones francesas contaron con Edwige Feuillère en 1965, A. Ducaux, Madeleine Robinson, Judith Magre.
En teatro internacional se estrenó en Broadway por Martita Hunt en 1949, en Chile por el Teatro de Ensayo de la Universidad Católica de Chile (TEUC), en 1950, bajo la dirección de Etienne Frois, en Inglaterra por Maggie Smith, en 1951 en Uruguay por Margarita Xirgu y China Zorrilla, en Colombia por Fanny Mikey, con adaptaciones al inglés por Greer Garson (1975) y Geraldine Page (1985).
En España se estrenó el 12 de enero de 1962 en el Teatro María Guerrero de Madrid, protagonizada por Amelia de la Torre, José Bódalo, Agustín González, José Vivó, Manuel Díaz González, Antonio Ferrandis, Julieta Serrano, Alfredo Landa, Olga Peiró y José Luis Lespe. Se repuso el 26 de septiembre de 1989, en el Teatro Alcázar de Madrid, con Amparo Rivelles, Silvia Marsó, Carlos Lucena, Roberto De La Peña, Margot Cottens, Lili Murati, Margarita García Ortega y Emiliano Redondo.
En la versión cinematográfica fue encarnada por Katharine Hepburn (1969) (The Madwoman of Chaillot) y luego fue adaptada como musical llamándose Dear World con Angela Lansbury.